# Mário Ficarelli
Mario Ficarelli (São Paulo, 4 de julho de 1935 - São Paulo, 2 de maio de 2014) foi um compositor e educador musical brasileiro. Lecionou na Universidade de São Paulo - USP, nas Faculdades Integradas Alcântara Machado, no Conservatório Dramático e Musical Dr. Carlos de Campos (Tatuí-SP) e na Fundação de Educação Artística de Belo Horizonte (MG).
Na USP, Ficarelli destacou-se como professor do Departamento de Música da Escola de Comunicações e Artes, onde atuou na direção entre 1997 e 2005 e obteve a titulação de Livre Docente. Suas contribuições para a música erudita brasileira são notáveis e variadas, incluindo sinfonias, cantatas, peças camerísticas, solos, obras didáticas, e infanto-juvenis como um método de ensino musical, além de uma ópera e uma missa.

## Biografia
Mario Ficarelli nasceu em 1935 no Largo do Arouche, São Paulo. Durante a infância, mudou-se para o bairro da Barra Funda, onde passou grande parte de sua vida. Vindo de uma família humilde, Ficarelli era o filho mais velho de um pintor de paredes que também havia estudado no Instituto de Belas Artes. Foi com seu pai que aprendeu os fundamentos do desenho técnico e livre, embora ainda não tivesse descoberto sua verdadeira vocação. Seu primeiro trabalho foi como ajudante do pai. Aos 16 anos, enquanto cursava mecânica na Escola Técnica Federal de São Paulo, sua vida começou a mudar. Durante essa época, Ficarelli descobriu a música clássica ao sintonizar um programa de rádio por acaso, e essa descoberta o inspirou a começar a estudar música de maneira autodidata.
Com uma dedicação impressionante, Mario Ficarelli iniciou seus estudos formais de piano com a professora Maria de Freitas Moraes e, posteriormente, com a pianista inglesa Alice Philips, obtendo uma sólida formação. Em 1957, ingressou na Academia Paulista de Música, onde trabalhou como secretário e tesoureiro para continuar seus estudos. Esse período foi crucial para sua formação, inclusive porque ele teve acesso a uma vasta biblioteca de obras que moldariam sua carreira como compositor.
Entre 1969 e 1970, Ficarelli aperfeiçoou seus estudos de composição sob a orientação de Olivier Toni, um mentor que respeitou e incentivou seu estilo próprio, algo raro na época. Ao longo de sua trajetória, Ficarelli se destacou por sua originalidade estilística, tornando-se um nome respeitado no cenário musical brasileiro.
No início dos anos 90, Mario Ficarelli mudou-se para a Suíça, onde expandiu sua carreira como compositor. Durante esse período, ele apresentou obras sinfônicas e camerísticas na Alemanha, Áustria, França, Holanda e na própria Suíça. Sua estadia na Europa proporcionou-lhe a oportunidade de interagir com compositores contemporâneos de outras partes do mundo, o que incentivou sua produção musical, marcada por um estilo sofisticado e inovador.
Em tudo sua música faz sentido e vai além de um compromisso fechado em si mesmo: celebra os motivos humanos e agarra-se com coragem às insolências da sorte”, escreveu sobre ele, no final dos anos 1990, o compositor Aylton Escobar.
Na Suíça, Ficarelli também esteve envolvido em atividades pedagógicas, ministrando cursos e masterclasses em instituições locais.
Ficarelli acreditava que Beethoven era uma das maiores influências em suas obras: “Beethoven exerceu uma influência plena, absoluta, mais pelo homem que era, seu caráter, suas ideias, seus ideais, sua luta e, claro, por sua música. Quanto à música, quero dizer que sua objetividade, clareza de ideias, entrosamento entre elas, concatenação das partes e o livre transitar sem perder a meta... Tudo isso sempre me fascinou”.
Entre outras atividades extra didáticas, Ficarelli revisou, ampliou e publicou o livro "Princípios de Harmonia Funcional" de seu ex-professor Cyro Brisolla. Também atuou como Curador da série "Transversal da Música no Tempo", idealizada por ele, para a realização de 22 concertos de música de câmara dentro do projeto de revitalização da Sala Funarte em São Paulo (Ministério da Cultura do Governo Federal).
Um ano antes de sua morte, em 2013, Mario Ficarelli escreveu um texto que foi encontrado muito tempo depois por sua viúva, a compositora Silvia de Lucca. Nesse texto, Ficarelli explica por que a música contemporânea é vibrante, mas pouco executada nas temporadas de orquestras sinfônicas do Brasil: “Curiosamente, em contrapartida, as orquestras daqui e de fora insistem em programar em seus concertos, com grande destaque, a música do século XIX, isto é, de alguns compositores desse período, os mesmos três ou quatro de sempre, oriundos de países dominantes. Haveria aí um interesse comercial? Mas essa é uma outra questão... A música que está sendo escrita hoje parece mostrar que, enfim, os compositores estão mais independentes de ditames escolásticos, de modismos, de experimentos, de criação de efeitos pelos efeitos sem consequência. Estão escrevendo música para as pessoas. Não se trata de compor música fácil ou difícil, música de entretenimento ou acadêmica, de forma ou linguagem x, y ou z, mas música com CONTEÚDO. Isso, sem dúvida, é tarefa difícil, que exige muito do compositor, mas muito mesmo, porque ela tem que ser expressa de dentro para fora”.
Mario Ficarelli, mencionado em inúmeras publicações, incluindo o Dicionário Grove de Música e Who’s Who in the World, era apaixonado por orquestra sinfônica, meio pelo qual descobriu o mundo da música aos 16 anos de idade.

## Carreira
Na segunda metade do século XX, a produção de música erudita no Brasil estava polarizada entre nacionalistas e dodecafônicos. "Incomodava-me muito, por volta de 1968, quando comecei a compor, a pressão que havia - de um lado o nacionalismo, e de outro, as tais vanguardas. Ou era música nacionalista ou dodecafônica." Mario Ficarelli, no entanto, não se filiou diretamente a nenhuma dessas escolas de composição, buscando um caminho próprio. Sua obra mais conhecida é a Sinfonia nº 2 – Mhatuhabh, encomendada e estreada pela Orquestra Tonhalle de Zurique no início dos anos 1990, sob a regência do maestro Roberto Duarte.
Além de Mhatuhabh, Ficarelli deixou uma vasta produção camerística, destacando-se seus três Quintetos, Ensaio 90 e o sexteto Tempestade Óssea, entre outras. Ele também é autor da cantata A Coisa, para coro e percussão, baseada em textos de Millôr Fernandes. Entre os solos, compôs para piano, violão, violoncelo, percussão, flauta, trompa, entre outros instrumentos.
Ficarelli foi professor do Departamento de Música da Escola de Comunicações e Artes da Universidade de São Paulo, onde dirigiu o departamento entre 1997 e 2005. Ele também se dedicou à análise musical, especialmente das obras do compositor Finlandês Jean Sibelius, cujo conteúdo divulgou nas aulas de pós-graduação que ministrava, além de publicar análises de várias sonatas e sonatinas de Camargo Guarnieri, em colaboração com Paulo Castagna. 
Ficarelli era membro da Academia Brasileira de Música e foi professor do Departamento de Música da Escola de Comunicações e Artes da Universidade de São Paulo, o qual dirigiu entre 1997 e 2005. 

### Carreira como Compositor
Mario Ficarelli compôs várias obras importantes ao longo de sua carreira. Uma de suas primeiras composições significativas foi "Cinco Retratos de um Tema", escrita em 1970 para orquestra de cordas.
Em 1975, Mario Ficarelli participou da Tribuna Internacional de Compositores, em Paris, onde regeu sua obra Ensaio-72 no Théâtre de la Ville. Em 1981, sua obra Transfigurationis, encomendada pela Orquestra Sinfônica do Estado de São Paulo, estreou e lhe rendeu o prêmio da Associação Paulista de Críticos de Arte (APCA). Em 1982, compôs a obra Metalurgia (noneto para metais) para inauguração do Centro Cultural São Paulo, sob encomenda da Prefeitura Municipal de São Paulo. Em 1986, sua obra Zyklus II (1976) foi executada na abertura do Festival de Inverno de Campos do Jordão pela Orquestra Sinfônica do Estado de São Paulo, com a regência de Eleazar de Carvalho. Também em 1986, Ficarelli compôs o "Concerto para Viola e Orquestra", encomendado pelo Conservatório Musical de Tatuí. A estreia mundial ocorreu em 25 de outubro de 2011 no Theatro Carlos Gomes em Vitória-ES, com a Orquestra Sinfônica da Fames, sob a regência de Gilson Silva e solista Ivan Zandonade. Em 1988, novamente a obra Transfigurationis foi apresentada pela Orquestra Sinfônica Tonhalle de Zurique e, em 1992, teve três execuções pela Orquestra Sinfônica Bruckner de Linz, na Áustria.
Outra composição notável é "Epigraphe", escrita em 1990 a pedido da Secretaria de Estado da Cultura. A estreia ocorreu em 6 de novembro de 1990 na Sala Anne Frank de "A Hebraica" em São Paulo, com a Orquestra Sinfônica do Litoral, regida por Lutero Rodrigues. Outra obra importante é o "Concerto para Percussão e Orquestra", composto em 1990. Ainda em 1990, Ficarelli compôs a “Sinfonia nº1", encomendada pela Secretaria da cultura do Estado de São Paulo, e estreada em 23 de outubro de 1990 no MASP com a Banda Sinfônica do Estado de São Paulo, regida por Roberto Farias.
Também em 1992, Ficarelli estreou com grande sucesso sua Sinfonia No. 2 “Mhatuhabh” em Zurique, sob a regência de Roberto Duarte, com a Orquestra Sinfônica Tonhalle, que havia encomendado a obra. Em 1995, a estreia dessa sinfonia em São Paulo, com a Orquestra Sinfônica do Estado de São Paulo (OSESP), lhe rendeu novamente o prêmio da APCA.
Ainda em 1992, Ficarelli conquistou a Bolsa Vitae de Artes para compor sua 3ª Sinfonia, escrita durante um ano de residência na Suíça. A estreia mundial dessa sinfonia ocorreu em abril/maio de 1998, uma vez mais sob a regência de Roberto Duarte, com a Orquestra Sinfônica do Estado de São Paulo, e mais uma vez a APCA lhe concedeu o prêmio de melhor obra sinfônica do ano.
Em 1994, Ficarelli foi eleito membro da Academia Brasileira de Música, ocupando a cadeira número 11. Em 1996, sua Missa Solene para coro e solistas infantis, órgão e percussão, foi estreada na Hungria, em comemoração aos 1.000 anos da Abadia de Pannohalma, e também parcialmente executada no Vaticano na presença do Papa João Paulo II.
Em 1997, Mario Ficarelli compôs várias obras por encomenda, incluindo Toccata para violino, violoncelo e piano, Tempestade Óssea (um sexteto para 2 xilofones, 2 marimbas, 5 claves e 5 temple blocks, gravado pelo Grupo de Percussão da UNESP), e A Coisa (uma cantata para coro e percussão com texto de Millôr Fernandes). Em 1998, ele compôs O Passarinho, Terezinha e o Anão Amarelo, para coro infantil, com texto próprio.
Sua Suite para Metais, Cordas e Tímpanos foi estreada em 1998 sob a regência de Hermann Ortendarp com a Jungendorchester “il mosaico” de Wattwil, na Suíça. Durante essa ocasião, Ficarelli também realizou palestras sobre sua obra e a música brasileira nessa cidade e na Universidade de Halle, na Alemanha.
No início de 1999, Ficarelli compôs o Concertante para saxofone alto e orquestra sinfônica, uma encomenda do Conservatório de Tatuí-SP, estreada em 2001 pelo renomado solista Dale Underwood (EUA) e regida por Dario Sotelo.
Em 2000, Mario Ficarelli realizou a transcrição para dois pianos de 17 peças de Ernesto Nazareth. No ano seguinte, atuou como compositor visitante no Arizona State University, onde ministrou aulas de composição e apresentou um concerto com obras de sua autoria. Em 2002, ele compôs sua Sonata para piano.
Em 2003, ele compôs "hur - Às margens do Euphrates", dedicada à Funarte para estreia na XIX Bienal de Música. Esta obra de câmara estreou em 14 de outubro de 2011 no Rio de Janeiro.
Em 2004, foi lançado um CD exclusivamente com composições de Ficarelli, patrocinado pela PETROBRAS e gravado pelo selo LAMI - Departamento de Música da ECA-USP. O CD inclui as obras Quinteto para Trompa e Quarteto de Cordas, Quinteto para Oboé e Quarteto de Cordas e Quinteto para dois violinos, duas violas e violoncelo, executadas pelo Quarteto da Cidade de São Paulo, com solistas André Ficarelli, Alexandre Ficarelli e a participação de Horácio Schaeffer.
Em 2005, Mario Ficarelli doou todo o seu acervo como compositor para o Centro Cultural São Paulo, disponibilizando-o para consulta e pesquisa ao público. Em 2007, foi defendida no Departamento de Música da Universidade de São Paulo a Dissertação de Mestrado intitulada "Uma abordagem do processo composicional de Mario Ficarelli a partir da análise de 'Concertante para Sax alto e Orquestra'", por Paulo Eduardo de Mello Rydlewski. Em 2018, Kedson Silva de Jesus defendeu sua Dissertação de Mestrado intitulada "Estratégias orquestrais nas obras sinfônicas de Mario Ficarelli", na Escola de Música da Universidade Federal da Bahia, em Salvador.
No início de 2010, durante uma turnê nos Estados Unidos, o Grupo de Percussão da UNESP apresentou sua obra Tempestade Óssea em mais de vinte cidades. Ainda em 2010, Mario Ficarelli foi nomeado Curador da Transversal da Música no Tempo do Projeto Vencedor para ocupação da Sala Guiomar Novaes da Funarte em São Paulo, onde foram realizados vinte e dois concertos de câmara entre agosto e dezembro.
Em 2012, ele compôs "Parasinfonia", uma obra para orquestra sinfônica que atendeu ao Prêmio de Encomendas de Obras, realizado pela FUNARTE em 2012, conferido ao autor por votação realizada entre os compositores e regentes de todo Brasil, estreada em 6 de outubro de 2013 no Theatro Municipal do Rio de Janeiro durante a XX Bienal de Música Brasileira Contemporânea, com a Orquestra Petrobras Sinfônica sob a regência de Roberto Duarte. Em 2013, ele compôs o "Concerto Duplo para Piano e Percussão com Orquestra de Cordas", dedicado a Andi Pereira e encomendado pelo próprio maestro.

### Carreira como Professor
Mario Ficarelli teve uma carreira renomada como educador, estendendo-se por várias décadas em instituições de prestígio no cenário nacional.
Entre 1967 e 1970, ele lecionou Harmonia e Percepção no Instituto de Educação Hebraico/Brasileiro - Renascença, em São Paulo. De 1970 a 1973, Ficarelli ofereceu magistério em caráter particular, compartilhando seu conhecimento de forma personalizada.
Em 1974 e 1975, ele ensinou no Instituto de Estudos Sociais - Holanda Brasil, em Holambra (Paranapanema - SP), focando em Harmonia e Percepção Musical. Simultaneamente, de 1974 a 1976, Ficarelli lecionou no Conservatório Dramático e Musical “Dr. Carlos de Campos” em Tatuí - SP. Lá, ele ensinou Percepção Musical, Estruturação e Análise, Apreciação Musical e História da Música, além de ministrar um Curso Intensivo de Leitura Musical durante a XIV Semana da Música em novembro de 1974.
Em 1975, no mesmo Conservatório Dramático e Musical “Dr. Carlos de Campos”, ele foi responsável pela criação e orquestração de obras de diversos autores, desenvolvendo material didático especial para a Orquestra Sinfônica Infantil e outros conjuntos instrumentais.
Em 1976, Ficarelli ministrou um Curso de Preparação e Reciclagem para Regentes de Banda também no Conservatório Dramático e Musical “Dr. Carlos de Campos”, abordando temas como Harmonia, Contraponto, Leitura, Instrumentação e História da Música. No ano seguinte, participou do XXVII Curso Internacional de Férias Pró-Arte em Teresópolis-RJ, ensinando Harmonia e Contraponto, e lecionou Composição no XI Festival de Inverno em Belo Horizonte-MG.
De 1977 a 1980, ele ensinou Harmonia, Contraponto, Análise e Composição na Fundação de Educação Artística de Belo Horizonte-MG. Durante esse período, também lecionou Contraponto, Formas e Composição nas instituições FMU, FIAM e FAAM, e Composição na Escola Livre de Música Pró-Arte, em São Paulo. Em 1981, Mario Ficarelli começou a lecionar na Escola de Comunicações e Artes (ECA) da Universidade de São Paulo (USP), onde ensinou Percepção Rítmica, Harmonia, Contraponto e Formas. Sua atuação na ECA/USP marcou um período significativo de sua carreira, contribuindo para a formação de muitos músicos e compositores, incluindo alguns que hoje estão em plena atuação profissional nacional e internacional.
Entre 1985 e 1987, Ficarelli lecionou Composição no Conservatório de Tatuí, em São Paulo, uma das mais renomadas instituições de ensino musical do Brasil.
Desde 1987, ele atuou na ECA/USP, desta vez no curso de Pós-Graduação, onde orientava para a análise das obras do compositor Jean Sibelius. Sua expertise e dedicação ao ensino superior ajudaram a moldar a próxima geração de músicos e acadêmicos.

## Método Musissimphos®
Nos últimos anos de sua vida, Mario Ficarelli dedicou-se ao desenvolvimento do método Musissimphos®, destinado ao ensino musical em orquestras de iniciantes, independentemente da idade dos participantes. Este método, lançado postumamente, é composto por dez volumes e inclui um CD-áudio e nove CDs-ROM com as respectivas partes instrumentais. O Musissimphos® é indicado também para pesquisadores, professores e interessados em orquestração e musicalização. Especialistas estimam que a aplicação dos dez volumes leva cerca de cinco anos, considerando uma média de dois ensaios semanais. O método oferece uma abordagem completa, incluindo teoria musical aplicada, um vasto repertório, progressão didática e orquestração de alta qualidade.

## Legado
Mario Ficarelli faleceu em 2 de maio de 2014, aos 78 anos, deixando um legado significativo na música erudita brasileira. Sua contribuição como compositor e educador continua a influenciar novas gerações de músicos e compositores. Algumas de suas obras têm sido objeto de pesquisa em dissertações e teses de mestrado e doutorado, evidenciando a importância e a relevância de sua produção artística e pedagógica.